# Arabella (chanson)
Singles de Arctic Monkeys
One for the Road
(2013) Snap Out of It
(2014)
Arabella est le cinquième single du groupe de rock indépendant Arctic Monkeys issu de l'album AM et sorti le 28 janvier 2014 sur le label Domino,. Il sort sur les ondes radios italiennes le 28 janvier 2014 et sur celles du Royaume-Uni le 10 mars 2014.  

## Performances live
Le single est joué pour la première fois en live le 30 août 2013 au festival Zurich Openair, date de la tournée AM Tour (en). Le groupe jouait également parfois des parties de la chanson War Pigs de Black Sabbath pendant des performances de la chanson, afin de laisser le temps à Alex Turner de prendre sa guitare pour le solo qui suivait. Ils ont choisi cette chanson à cause des similarités entre les riffs des deux chansons.

## Personnel
| Arctic Monkeys - Alex Turner – Chant, guitare solo et rythmique, tambourin - Jamie Cook – Guitare solo et rythmique - Nick O'Malley - Basse, chœur - Matt Helders - Batterie, percussions, chœur | Autres - James Ellis Ford – production, tambourin - Ross Orton – co-production - Ian Shea – ingénieur - Tchad Blake – mix - Brian Lucey – mastering |

## Classements
En septembre 2013, après la sortie de l'album AM, "Arabella" se retrouve à la 155e place des charts britanniques, 26e dans la catégorie "indé" du même pays, et 7e en Flandre. Après sa sortie en single, la chanson se reclasse dans les charts, atteignant la 70e place au Royaume-Uni et la 9e dans la catégorie "indépendante". "Arabella" a été ajoutée à la liste B de la playlist de la BBC Radio 1 le 10 février 2014.

### Charts
| Classement (2013)                             | Meilleure position |
| --------------------------------------------- | ------------------ |
| Belgique (Flandre Ultratop 50 Singles)        | 7                  |
| Royaume-Uni (UK Indie Chart)                  | 26                 |
| Royaume-Uni Singles (Official Charts Company) | 155                |
| Classement (2014)                             | Meilleure position |
| Mexique Ingles Airplay (Billboard)            | 45                 |
| Royaume-Uni (UK Indie Chart)                  | 9                  |
| Royaume-Uni Singles (Official Charts Company) | 70                 |
| États-Unis (Rock Airplay)                     | 47                 |

## Historique des sorties
| Pays        | Date            | Format | Label                    |
| ----------- | --------------- | ------ | ------------------------ |
| Italie      | 28 janvier 2014 | Radio  | Domino Recording Company |
| Royaume-Uni | 10 mars 2014    | Radio  | Domino Recording Company |